# Oblomov
Oblomov (russo: Обломов) é o mais conhecido romance do escritor russo Ivan Gontcharov, publicado pela primeira vez em 1859. Oblomov é também o nome dado ao herói do romance, muitas vezes visto como a última encarnação do homem supérfluo, uma característica simbólica na literatura russa do século XIX. Este romance foi comparado a Hamlet de Shakespeare por responder "Não!" à questão "Ser ou não ser?".[carece de fontes?]

## Sinopse
Oblomov é um jovem e generoso nobre incapaz de tomar decisões importantes ou empreender quaisquer ações significativas. Ao longo da história ele passa a maior parte do tempo na cama ou no sofá - durante as primeiras 150 páginas do romance, o leitor se surpreende e se intriga pelo fato de o personagem simplesmente não conseguir sair do leito, arrumando justificativas e desculpas para tudo. Até que aparece seu velho amigo que tenta tirá-lo da mordorrice e apresentar-lhe o amor. O livro foi considerado uma sátira à nobreza russa, cuja função econômica e social era cada vez mais posta em xeque na Rússia, em meados do século XIX.

## Repercussão
O romance foi muito popular quando saiu na Rússia e alguns de suas personagens e ações tiveram influência sobre a cultura e a linguagem russa. Oblomovshchina (russo: Обломовщина), ou Oblomovismo, tornou-se uma palavra russa usada para descrever alguém que exibe os traços de personalidade de preguiça ou inércia semelhantes aos da personagem principal do romance.
Em 1992, Maurizio Cattelan fez uma instalação com o nome de Oblomov Foundation (fundação Oblomov), na qual promovia o mesmo tipo de comportamento do herói do romance de Goncharov. Para isto foram coletados fundos e um prêmio em dinheiro, dado a artistas na condição de que estes não produzissem nenhum trabalho em um período de um ano.

## Traduções
No Brasil a primeira edição portuguesa da obra foi publicada em 1966, pela Edições O Cruzeiro do Rio de Janeiro, em sua coleção "Romances Eternos", com tradução do escritor e industrial mineiro Francisco Inácio Peixoto.
Em 2001, a obra foi republicada, desta vez pela Germinal Editora, de São Paulo, numa coleção também intitulada "Romances Eternos", com tradução de Juliana Borges. Tendo sido inicialmente comemorada pela crítica especializada, nem por isso deixou-se de notar a abundância de erros tipográficos desta nova edição, e o uso de vários arcaísmos intrigou a alguns críticos como o jornalista Arthur Danton, que escreveu a respeito.
Alertado pelo professor Anselmo Pessoa, da Universidade Federal de Goiás, a editora foi denunciada por plágio; como se verificou, tratava-se exatamente da mesma tradução de Francisco Inácio Peixoto, apenas atualizada no aspecto ortográfico. De acordo com outra reportagem publicada na semana seguinte na Folha de S.Paulo, os filhos de Peixoto iriam procurar "reparação na Justiça". A despeito da denúncia, a nova edição continua a ser vendida normalmente.
Em 2013 foi lançado pela editora Cosac Naify a primeira tradução feita diretamente do original russo no Brasil. A tradução ficou a cargo de Rubens Figueiredo.
Em Portugal, a primeira tradução, da responsabilidade de Daniel Gonçalves, foi publicada pela Civilização Editora em 1970. A mesma tradução foi reeditada em 1973 pelo Círculo de Leitores. A tradução mais recente, de 2015, é de António Pescada e foi publicada pela editora Tinta da China.